# أندرو موراي (ناشط سلام)
أندرو موراي (بالإنجليزية: Andrew Murray)‏ هو صحفي بريطاني، ولد في 3 يوليو 1958.